# SAMCo
El Sistema para la Atención Médica de la Comunidad, conocido por su sigla SAMCo, es un sistema creado y promovido por el Ministerio de Salud Pública y Bienestar Social de la provincia de Santa Fe, Argentina.
La norma fue establecida el 2 de mayo de 1967 a través de la ley N° 6312/67.
La idea del plan es lograr una combinación de aportes entre el gobierno provincial y la comunidad de cada pueblo para la atención de salud de toda la población, con el concurso de profesionales que ejercen en ella.